# Шигалка
Шигалка, Суглинка — реки в России, протекают в Бокситогорском районе Ленинградской области. Шигалка вытекает из озера Дерягино и впадает в озеро Вожанское (исток реки Горюн), а Суглинка является правым притоком Шигалки, хотя в реестре обе реки зарегистрированы как одна. Длина Шигалки с Суглинкой — 27 км, площадь водосборного бассейна — 98,9 км².
На правом берегу Суглинки стоят деревни Мышкино и Журавлёво.

## Данные водного реестра
По данным государственного водного реестра России относится к Верхневолжскому бассейновому округу, водохозяйственный участок реки — Молога от истока и до устья, речной подбассейн реки — Реки бассейна Рыбинского водохранилища. Речной бассейн реки — (Верхняя) Волга до Куйбышевского водохранилища (без бассейна Оки).
Код объекта в государственном водном реестре — 08010200112110000006757.